# Burlington (Washington)
Burlington es una ciudad ubicada en el condado de Skagit en el estado estadounidense de Washington. En el año 2000 tenía una población de 6.757 habitantes y una densidad poblacional de 621,2 personas por km².

## Geografía
Burlington se encuentra ubicada en las coordenadas 48°28′19″N 122°19′42″O / 48.47194, -122.32833.

## Demografía
Según la Oficina del Censo en 2000 los ingresos medios por hogar en la localidad eran de $37.848, y los ingresos medios por familia eran $42.083. Los hombres tenían unos ingresos medios de $35.247 frente a los $22.716 para las mujeres. La renta per cápita para la localidad era de $17.167. Alrededor del 14,9% de la población estaban por debajo del umbral de pobreza.